# Paleogeografia

Animació de la separació dels continents.

La paleogeografia és una branca de la geografia, que té com a objectiu la reconstrucció de les condicions geogràfiques existents en la superfície terrestre al llarg dels temps geològics.
Aquesta disciplina es basa en proves de tota classe, que mostren que la superfície de la Terra ha anat canviant al llarg del temps. Predir canvis en la dinàmica i complexa superfície de la Terra no és una tasca simple. En la majoria de casos, no hi ha un adequat registre d'informació que permeti inferir-ne conclusions acceptables. A això, se li suma el fet que part de les formes presents en la superfície han evolucionat en temps geològics (milions d'anys), moltes vegades producte de condicions geogràfiques bastant diferents de les actuals. Aquesta dimensió històrica és un component molt important en l'anàlisi de formes relictes i és objecte d'estudi de la paleogeografia. Basant-se en la premissa de l'uniformisme que implica que els processos contemporanis poden usar-se per a inferir els processos en el passat, i amb el suport evidencial de l'estratigrafia i de tècniques precises de datació, aquest enfocament de la geografia és de cabdal importància per a situar en context molts processos i accidents geogràfics actuals.
Els estudis paleogeogràfics estan basats en proves de tota classe, com poden ser els accidents geogràfics relictes, els paleosòls, l'anàlisi de les roques sedimentàries i els fòssils, entre d'altres, que permeten reconstruir la paleogeografia d'un determinat interval temporal, i conèixer el tipus de clima, la conformació del relleu, el tipus de règim hídric, les classes de sòls existents en l'època, la distribució de les terres emergides, dels gels, dels mars epicontinentals, de les conques oceàniques, i també deduir quines zones estaven submergides i en quina època ho estaven. Fins i tot, es pot modelar l'evolució paleogeogràfica d'un lloc, paisatge o regió determinada, de manera que es pot comprendre l'existència d'importants trets en el paisatge que no s'expliquen amb la dinàmica geogràfica actual.
Els sistemes d'anàlisi desenvolupats per les ciències fisicoquímiques són àmpliament utilitzats per la paleogeografia. Entre aquests, es poden esmentar les sèries de datació basades en la desintegració radioactiva de diversos isòtops, els canvis en el paleomagnetisme o l'anàlisi química dels elements continguts en mostres de terra o de gel.
L'àmbit en el temps de la paleogeografia abasta des de l'inici de la formació de la Terra, en l'era arcaica, fins a les darreres variacions importants en el nivell del mar del principi de l'Holocè.
Dins la paleogeografia, s'insereixen els estudis mediambientals com la paleoclimatologia, i també s'hi utilitzen metodològicament les ciències biològiques com la paleontologia o la paleobotànica. Òbviament, també entra dins de l'àmbit paleogeogràfic l'estudi dels mars i oceans, tant a la superfície líquida com al fons, i la composició de l'atmosfera.
Els coneixements extrets de la paleogeografia s'utilitzen en les prospeccions mineres i arqueològiques. A més, permeten fer prediccions sobre els moviments futurs dels continents.

## Algunes teories bàsiques de la paleogeografia
- El moviment de les plaques de la litosfera o deriva dels continents: va ser proposada per Alfred Wegener a principis del segle XX i es tracta d'un moviment de tipus tectònic produït per forces endògenes del planeta Terra. Segons aquesta teoria, la geografia del planeta Terra estava dominada, fa milions d'anys, per un únic continent anomenat Pangea que, progressivament, s'ha anat disgregant en els continents actuals. La deriva continental encara s'està produint i separa uns pocs centímetres cada any Europa d'Amèrica.

- El cicle geogràfic: va ser proposat per William Morris Davis a la fi del segle xix i explica l'evolució de la superfície terrestre a escala local o regional a través del temps. Les muntanyes i altres accidents geogràfics estan modelats per la influència d'una sèrie de factors que es manifesten en el cicle geogràfic. Aquest comença amb l'aixecament del relleu per processos geològics -falles, vulcanisme, sollevament tectònic, etc. Els rius i l'escorriment superficial comencen a crear les valls en forma de V entre les muntanyes -l'etapa anomenada joventut. Durant aquesta primera etapa, el relleu és més escarpat i més irregular. En un cert termini, els corrents poden tallar valls més amples (maduresa) i després començar a serpentejar, de manera que sobresurten solament suaus pujols (senectud). Finalment, tot arriba al que és un pla, pla en l'elevació més baixa possible -anomenat el nivell de base. Aquest pla va ser anomenat per Davis peneplà, que significa "gairebé un pla" (atès que un pla és realment una superfície totalment plana). Després, per l'acció de forces geològiques, el paisatge experimenta el sollevament, procés que es coneix com a rejoveniment, de manera que hi ha un altre aixecament de muntanyes i el cicle geogràfic torna a començar. Cal aclarir que el rejoveniment pot ocórrer en qualsevol moment del cicle, fins i tot en la joventut; com passa a les zones de forta activitat tectònica o, també, el paisatge pot romandre durant milions d'anys en senectut, com passa en zones passives que hi ha a Austràlia o Àfrica.

- El moviment de pujada i baixada del nivell del mar o l'eustatisme: és un moviment a una escala de temps molt més ràpida que l'anterior, que no provoca un desplaçament lateral. Molt sovint, es deu al fenomen de la formació i fusió d'una glacera de grans dimensions, com els inlandsis. Al nivell del mar, hi ha hagut variacions de fins a 100 metres, que han fet que, en diverses èpoques, algunes illes i continents separats hagin quedat units, i aquest fet ha tingut importants conseqüències biològiques que han permès el pas de plantes, animals i, fins i tot, de persones; n'és el cas més emblemàtic el de l'estret de Bering, que va formar un ampli territori de terra ferma (anomenat Beríngia) entre el nord d'Amèrica i Alaska.